# Зайцев, Иван Андреевич
Иван Андреевич Зайцев (21 января 1918 — 6 января 1986) — помощник командира взвода 35-й отдельной разведывательной роты (14-я стрелковая дивизия, 14-я армия, Карельский фронт), гвардии старший сержант — на момент представления к награждению орденом Славы 1-й степени.

## Биография
Родился 21 января 1918 года в селе Болтино (ныне — Ромодановского района Республики Мордовия в семье крестьянина. Русский. В 14 лет после окончания 6 классов уехал на заработки в Заполярье. В городе Мурманск устроился в вагоноремонтное депо. Вначале был учеником, потом — помощником водителя мотовоза.
В 1938—1940 годах проходил срочную службу в Красной Армии. После демобилизации вернулся в Мурманск, работал грузчиком в тресте «Мурманскстрой».
В июне 1941 года в первый день войны добровольцем пришел в военкомат. Был зачислен в 95-й стрелковый полк 14-й стрелковой дивизии. Боевое крещение получил на рубеже реки Титовка, где полк принял на себя первый удар немецких дивизий, рвавшихся к Мурманску. Вскоре был переведен разведчиком в 35-ю отдельную разведывательную роту той же 14-й стрелковой дивизии, стал командиром отделения.
Сражался на рубежах Западной Лицы, защищая Мурманск. За два с небольшим года боев разведчик Зайцев более ста раз уходил в расположение врага, доставил более 20 «языков», награждён знаком «Отличный разведчик». В марте 1943 года был награждён медалью «За отвагу», а чуть позже — орденом Красного Знамени. В 1943 году вступил в ВКП(б)/КПСС.
13 февраля 1944 года в районе высоты Горелая в 50 км северо-западнее города Мурманск сержант Зайцев в составе штурмовой группы преодолел минное поле и проволочное заграждение. Первым ворвался в траншею противника, захватил вражеский пулемет и открыл огонь по врагу, чем способствовал выполнению поставленной задачи.
Приказом от 31 марта 1944 года сержант Зайцев Иван Андреевич награждён орденом Славы 3-й степени (№ 687).
22-27 марта 1944 года командир отделения сержант Зайцев с группой разведчиков отличился в боях в 40 км юго-восточнее города Петсамо (Финляндия, ныне Печенга Мурманской области). В ночном налете на опорный пункт противника сержант Зайцев со своим отделением обошел противника с тыла, завязал бой, чем способствовал выполнению задачи основной группой. В бою лично поразил 6 гитлеровцев. 27 марта со своим отделением атаковал занятую врагом высоту и захватил вражеский дзот. Разведчики двое суток вели бой в окружении, удерживая дзот, а 29 марта, с началом наступления, поддержали своим огнём пехоту. Весь личный состав отделения Зайцева командир дивизии представил к правительственным наградам.
Приказом от 12 мая 1944 года сержант Зайцев Иван Андреевич награждён орденом Славы 2-й степени (№ 48).
Особо отличился разведчик Зайцев в ходе Петсамо-Киркенесской наступательной операции (7 октября — 1 ноября 1944 года), действуя в составе группы старшего лейтенанта Покрамовича. Разведчики действовали впереди наступающих частей в тылу отступавших под ударами советских войск фашистских егерей. 17 октября 1944 года во главе разведгруппы старший сержант Зайцев первым вышел к государственной границе юго-восточнее города Киркенес (Норвегия), добыл ценные сведения о противнике и передал командованию дивизии. На территории Северной Норвегии старший лейтенант Покрамович с группой разведчиков, в которой был и Зайцев, проник в тыл врага, вырезал провод, проложенный немцами для подрыва тоннеля рудника, и тем самым спас тысячи жизней норвежцев, которые там укрывались.
25 октября при освобождении города Киркенес Зайцев в числе первых ворвался в город, увлекая за собой бойцов, и истребил много противников. Разведчики, погрузившись на лодки, внезапным ударом захватили порт, чем способствовали частям 14-й армии в овладении городом. 26 октября двадцать разведчиков под командованием Покрамовича захватили и потопили вражеский тральщик, взяв в плен его экипаж. За эти бои старший сержант Зайцев был представлен к награждению орденом Славы 1-й степени.
В декабре 1944 года 14-я стрелковая дивизия была преобразована в 101-ю гвардейскую. В 1945 году, став гвардейцем 111-й отдельной гвардейской разведывательной роты, Зайцев принимал участие в освобождении Польши, затем в разгроме немецких войск на территории Германии.
Указом Президиума Верховного Совета СССР от 24 марта 1945 года за образцовое выполнение заданий командования в боях с немецко-фашистскими захватчиками на завершающем этапе Великой Отечественной войны гвардии старший сержант Зайцев Иван Андреевич награждён орденом Славы 1-й степени (№ 354). Стал полным кавалером ордена Славы.
В октябре 1945 года гвардии старшина Зайцев был демобилизован. Вернулся на родину к матери. Но уже через месяц снова уехал в город Мурманск. С декабря 1945 года приступил к работе на комбинате «Стройконструкция» треста «Мурманскжилстрой» Главмурманскстроя. Сначала был рабочим, затем мастером. В 1958 году был назначен начальником цеха крупнопанельных перегородок, проработал на этой должности до выхода на пенсию в 1973 году.
Жил в Мурманске. Принимал активное участие в общественной жизни, в работе по патриотическому воспитанию. Встречался с молодёжью, рассказывал о героизме советских воинов в годы Великой Отечественной войны. Присвоено звание «Почетный гражданин города Мурманска».
Скончался 6 января 1986 года. Похоронен в Мурманске на участке почётного захоронения городского кладбища.

## Награды
Награждён орденами Красного Знамени, Отечественной войны 1-й степени, Красной Звезды, Славы 3-х степеней, медалями.

## Память
- В городе-герое Мурманске, на доме № 26 по проспекту Ленина, установлена памятная доска.
- В октябре 2000 года школе № 43 города Мурманска присвоено имя Ивана Андреевича Зайцева, в здании школы установлена мемориальная доска.